# Hadimina torosensis
Hadimina torosensis là một loài Trichoptera trong họ Limnephilidae. Chúng phân bố ở miền Cổ bắc.